# Akçaabat Sebatspor
Akçaabat Sebatspor – turecki klub piłkarski, grający obecnie w drugiej lidze, mający siedzibę w mieście Akçaabat, leżącym pod Trabzonem.

## Historia
Akçaabat Sebatspor został założony w 1923 roku jako Sebat İdman Yurdu z siedzibą w Trabzonie. Pierwszymi barwami klubowymi były kolory czerwony i biały. W 1940 roku zmieniono nazwę klubu na Akcaabat Gençlik, a w 1947 na Sebat Gençlik. W 1968 roku awansował po raz pierwszy do profesjonalnej ligi tureckiej jako Sebat Gençlik Kulübü. Grę w niej rozpoczął od szczebla trzeciej ligi, a w 1978 roku awansował do drugiej ligi. W sezonie 1981/1982 zespół był bliski awansu do pierwszej ligi tracąc jeden punkt do Samsunsporu, który uzyskał awans. W 1986 roku ponownie zmieniono nazwę zespołu, tym razem na Akçaabat Sebatspor. W 1990 spadł on do trzeciej ligi, ale już po roku powrócił na zaplecze pierwszej ligi.
W 1993 roku Sebatspor po raz kolejny przeżył degradację i na trzecim szczeblu rozgrywek grał do 2000 roku. Wtedy też awansował na drugi szczebel dzięki wygraniu barażu z zespołem Balikesirsporu. Trzy lata później drużyna pierwszy raz w historii uzyskała promocję do tureckiej Superligi. W swoim pierwszym sezonie w Superlize Sebatspor uniknął degradacji, jednak rok później zakończył swoją przygodę z najwyższą klasą rozgrywkową w kraju. W 2007 roku spadł do drugiej ligi.

## Reprezentanci kraju grający w klubie
- Metin Aktaş
- Hakan Bayraktar
- Ali Eren Beşerler
- Orhan Çıkırıkçı
- Oktay Derelioğlu
- Hasan Özer
- Serdar Özkan
- Yusuf Şimşek
- Ogün Temizkanoğlu
- Antti Sumiala
- Emmanuel Osei Kuffour
- Ali Alijew
- Petar Miloševski
- Marek Zając
- Dumisa Ngobe
- Emir Mkademi